# Großer Koserbach
Der Große Koserbach ist der über 9 km lange, meist südwärts bis südwestwärts fließende linke Quellbach der Koser. Manche sehen den Namen des im Gebiet der Marktgemeinde Marktleugast im bayerischen Landkreis Kulmbach und an deren Grenze fließende Gewässers als eine andere Bezeichnung für den Oberlauf der Koser bis zur Einmündung des Kleinen Koserbaches an.

## Geographie

### Verlauf
Der Große Koserbach entspringt im Talgrund südöstlich von Hohenberg. Er fließt in südlicher Richtung und durchläuft zwischen den Wäldern Frauenreut und Loh einen kleinen See. Kurz nach der Unterquerung der B 289 wird er von Nordosten her durch den Langenbach verstärkt. Bei Kosermühle, das er an der Südostseite des Ortes passiert, steht am Ufer eine Mühle. Kurz nachdem er rechts am Berghöcker Gareisen vorbeigeflossen ist, wechselt er die Richtung nach Südwesten und passiert östlich von Marktleugast-Marienweiher den am rechten Ufer liegenden Zechteich. Kurz danach mündet der von Norden kommende Leugastbach ein. Am linken Ufer steht die Weihermühle. Der Große Koserbach wechselt seine Richtung kurz nach Südosten, läuft nach dem Zufluss des Steinbaches wieder südwärts und schneidet sich nun in eine steile Waldschlucht. Er wechselt dabei westlich des auf der linken Höhe stehenden Filshofes zurück auf südwestlichen Lauf und fließt im sich wieder öffnenden Talgrund an einigen Teichen vorbei. Bei Kupferberg-Schmölz vereint er sich mit dem von Norden her nahenden Kleinen Koserbach zur Koser.

### Zuflüsse und Seen
Zuflüsse und  Seen von der Quelle zur Mündung mit Gewässerlänge, Seefläche,Einzugsgebiet und Höhe (Auswahl): Andere Quellen für die Angaben sind vermerkt.
Der Ursprung des Großen Koserbachs befindet sich auf etwa 586 m ü. NHN südöstlich von Marktleugast-Hohenberg.
- Der Große Koserbach durchfließt auf 563 m ü. NHN[BA 5] einen Teich am Beginn des Waldgebietes südlich von Marktleugast-Hohenberg, ca. 1,7 ha.
- Der Langenbach mündet von links und Nordosten auf etwa 528 m ü. NHN[1] vor Marktleugast-Kosermühle, ca. 1,7 km und ca. 1,3 km². Er entfließt auf etwa 587 m ü. NHN bei Münchberg-Untersauerhof dem ersten einer Kette durchlaufener Teiche.
- Der Große Koserbach passiert auf etwa 494 m ü. NHN den Zechteich (ca. 1,9 ha) vor Marktleugast-Weihermühle.
- Der Leugastbach mündet von rechts und Norden auf etwa 489 m ü. NHN[1] bei Marktleugast-Marienweiher, ca. 3,7 km und ca. 2,9 km². Er entspringt auf etwa 591 m ü. NHN bei Marktleugast-Oberleugast und ist durch Marktleugast verdolt.
- Der Steinbach mündet von links und Osten auf etwa 478 m ü. NHN[1] nach der Weihermühle, ca. 1,0 km inklusive der Weiherkette am Oberlauf und verdolter Abschnitte sowie ca. 0,5 km². Er entfließt auf etwa 520 m ü. NHN[1] dem ersten einer Reihe von Teichen am Lauf bei Marktleugast-Steinbach.

Der Zusammenfluss des Großen Koserbachs mit dem von rechts kommenden Kleinen Koserbach befindet sich auf etwa 444 m ü. NHN bei Kupferberg-Schmölz.

### Flusssystem Schorgast
- Fließgewässer im Flusssystem Schorgast

### BayernAtlas („BA“)
Amtliche Online-Gewässerkarte mit passendem Ausschnitt und den hier benutzten Layern: Lauf und Einzugsgebiet des Großen Koserbachs

Allgemeiner Einstieg ohne Voreinstellungen und Layer: BayernAtlas der Bayerischen Staatsregierung (Hinweise)
1. 1 2  Einzugsgebiet abgemessen auf dem Hintergrundlayer Amtliche Karte.
2. ↑  Länge abgemessen auf dem Hintergrundlayer Amtliche Karte.
3. ↑  Seefläche abgemessen auf dem Hintergrundlayer Amtliche Karte.
4. ↑  Höhe abgefragt auf dem Hintergrundlayer Amtliche Karte (Rechtsklick).
5. ↑  Höhe nach blauer Beschriftung auf dem Hintergrundlayer Amtliche Karte.

### Andere Belege
1. 1 2 3 4 5 6 7  BayernAtlas der Bayerischen Staatsregierung (Hinweise)
2. ↑  Verzeichnis der Bach- und Flussgebiete in Bayern – Flussgebiet Main, Seite 6 des Bayerischen Landesamtes für Umwelt, Stand 2016 (PDF; 3,3 MB)